# 16世纪南京
|        | 南京历史 |
| 世纪： | 10世纪南京 \| 11世纪南京 \| 12世纪南京 \| 13世纪南京 \| 14世纪南京 \| 15世纪南京 \| 16世纪南京 \| 17世纪南京 \| 18世纪南京 \| 19世纪南京 \| 20世纪南京 \| 21世纪南京 \| 22世纪南京 |

南京于16世纪为应天府管辖，称南京。

## 大事记

### 1510年代
- 1519年，冬十二月，朱宸濠被押至南京，朱厚照南巡至南京。

### 1520年代
- 1520年，六月，朱厚照携刘姬游牛首山，发生惊驾事件；闰八月，朱厚照离开南京。
- 1529年，湛若水创建新泉精舍书院。

### 1530年代
- 1533年，于江浦建新江书院。
- 1534年，陈沂于南京纂成《南畿志》。
- 1537年，应天巡抚欧阳铎推行征一法。

### 1540年代
- 1546年，湛若水在南京国子监设观光讲院。

### 1560年代
- 1560年，南京遭遇大水，江东门至三山门行舟；南京振武营发生兵变。
- 1566年，二月十六日，大报恩寺遭雷火被焚。
- 1569年，海瑞任应天巡抚，推行条编法，次年去职。

### 1580年代
- 1585年，正月，海瑞任南京都察院右佥都御史。
- 1586年，应天府府尹周继于府学前造文德桥；五月，大雨旬余。
- 1587年，海瑞卒于南京，南京百姓罢市送丧。
- 1588年，南京旱、疫，死人相望于道，溧水人相食。

### 1590年代
- 1591年，南京工部尚书丁宾将上元县至丹阳的土路全部重修，改铺石路。
- 1593年，李时珍的《本草纲目》在南京正式刊印。
- 1595年，利玛窦第一次至南京。
- 1598年，利玛窦第二次至南京，会见应天巡抚赵可怀。
- 1599年，利玛窦第三次至南京，获许可在城内居住，并建立教堂。